# Hister humilis
Hister humilis är en skalbaggsart som beskrevs av Henry Clinton Fall 1910. Hister humilis ingår i släktet Hister och familjen stumpbaggar. Inga underarter finns listade i Catalogue of Life.